# トメ (チリ)
トメ（スペイン語: Tomé）は、チリのビオビオ州にある港湾都市。北にコエレムと、東にランキルおよびフロリダと、南にペンコと隣接し、西で太平洋に臨む。織物工業と漁業がさかん。2010年2月27日の地震では、コンスティトゥシオンやコンセプシオン、タルカワノなどとともに大きな被害をうけた。

## 人口統計
国立統計研究所が行なった2002年国勢調査によると、トメ市の面積は494.5平方キロ、人口は5万2440人（男性2万5263人、女性2万7177人）である。このうち、都市部には4万5959人 (87.6%) が、農村部には6481人 (12.4%) が住んでいる。前回の1992年の調査に比べ、人口は6.4%増加した。
市内にはラファエル、メンケ、コチョルグエ、プンタ・デ・パーラ、ディチャトの地区がある。